# 루마니아어
루마니아어(română (도움말·정보), 문화어: 로므니아어)는 루마니아, 몰도바 및 인근 지역에서 사용되는 로망스어군의 언어이다. 약 2500만 명의 화자가 존재하여 동부 로망스어군 내에서는 가장 사용자가 많은 언어로, 루마니아, 몰도바, 보이보디나에서 공용어로 사용되고 있으며 우크라이나, 러시아, 벨라루스를 포함한 다른 나라에도 소수의 루마니아어 사용자가 존재하고 있다. 다만 몰도바에서는 루마니아어를 루마니아어로 지칭하고 있으나 일반적으로 같은 언어로 간주된다. 2007년부터는 유럽 연합의 공용어로 추가되어 있다.

## 계통
국가적 단위의 공용어로 쓰이는 로망스어 중에는 유일하게 동로망스어군에 속한다. 다키아에 들어온 게르만족과 슬라브족들은 동로마제국과의 영토와 접하면서 라틴어의 영향을 받아 민중 라틴어를 말하게 되었다. 6세기부터 슬라브인의 침입으로 인해 우크라이나어로부터 많은 단어가 차용되었고 불가리아어 및 세르비아어와도 음운적 유사성이 나타나는 등 인근 슬라브 언어들로부터도 영향을 받았다. 단, 우크라이나어, 불가리아어, 세르비아어 차용어들은 대부분 프랑스어, 스페인어, 포르투갈어, 이탈리아어로 대체되었다.

## 역사
로마제국이 멸망한 이후 오랫동안 문자로 표기되지 않았으며 13세기경에 들어서야 일부 고유명사의 기록이 나타난다. 루마니아어로 쓰여진 최초의 문서는 16세기경의 것이며 이는 키릴 문자로 쓰여진 것이었다(루마니아어 키릴 문자 참고). 이후로도 오랫동안 키릴 문자가 일반적으로 쓰였으며 1860년에 이르러서야 로마자에 의한 정서법이 확립되었다. 이러한 이유로 루마니아어 표기법은 다른 로망스어군 언어에 비해 문자와 발음 간 대응이 상대적으로 명확한 편이다.

## 사용 지역
루마니아, 몰도바에서 국가 공용어로 지정되어 있으나 몰도바에서는 몰도바어라는 명칭을 주로 사용한다. 다만 루마니아 내에서도 헝가리계(세케이인)가 다수를 이루는 트란실바니아 중심 지역에서는 헝가리어가 더 많이 쓰이기도 한다.
루마니아계 주민이 많은 세르비아의 보이보디나 자치주에서 6개의 공용어 중 하나로 지정되어 있다. 우크라이나에서는 체르니우치 주, 오데사 주 등의 루마니아·몰도바계 주민이 많은 일부 지역에서 주민들의 모어로 사용되기도 하며, 일부 지자체에서 공식 지역어로 인정되어 있다.
루마니아어가 공용어 또는 지역 언어로 지정되어 있는 국가들은 다음과 같다.
- 루마니아: 국가 공용어.
- 몰도바: 몰도바어라는 이름으로 국가 공용어.
- 세르비아: 보이보디나 자치주에서 공용어 중 하나.
- 우크라이나: 일부 지방에서 지역 언어로 인정되어 있음.

## 어휘
기초 어휘의 상당수는 라틴어의 어휘이나, 근대에 다른 로망스 언어(특히 프랑스어, 이탈리아어)들로부터 많은 차용어를 받아들여 이러한 로망스계 차용어가 많다. 또한 주변의 슬라브 언어권에서 슬라브 계통 어휘를 다수 받아들였다. 예를 들어 '예'(긍정표시)가 'da'인 것이 그 슬라브 언어를 잘 드러내고 있다.

## 문자
다음 목록 중 K, Q, W, Y는 외래어 표기에만 사용되며, 루마니아 고유어 표기에는 사용되지 않는다.
| 문자 | 명칭          |
| ---- | ------------- |
| A, a | a             |
| Ă, ă | ă             |
| Â, â | î / î din a   |
| B, b | be / bî       |
| C, c | ce / che / cî |
| D, d | de / dî       |
| E, e | e             |
| F, f | ef / fe / fî  |
| G, g | ge / ghe / gî |
| H, h | haș / ha / hî |
| I, i | i             |

| 문자 | 명칭         |
| ---- | ------------ |
| Î, î | î / î din i  |
| J, j | je / jî      |
| K, k | ca / capa    |
| L, l | el / le / lî |
| M, m | em / me / mî |
| N, n | en / ne / nî |
| O, o | o            |
| P, p | pe / pî      |
| Q, q | chiu (/ky/)  |
| R, r | er / re / rî |
| S, s | es / se / sî |

| 문자 | 명칭                |
| ---- | ------------------- |
| Ș, ș | șe / șî             |
| T, t | te / tî             |
| Ț, ț | țe / țî             |
| U, u | u                   |
| V, v | ve / vî             |
| W, w | dublu ve / dublu vî |
| X, x | ics                 |
| Y, y | igrec / i grec      |
| Z, z | ze / zet / zed / zî |

## 음운

### 모음
|        | 전설 모음 | 중설 모음 | 후설 모음 |
| ------ | --------- | --------- | --------- |
| 폐모음 | i ⟨i⟩     | ɨ ⟨î/â⟩   | u ⟨u⟩     |
| 중모음 | e ⟨e⟩     | ə ⟨ă⟩     | o ⟨o⟩     |
| 개모음 |           | a ⟨a⟩     |           |

### 자음
|                |        | 순음  | 치음    | 치경음 | 후치경음 | 연구개음 | 성문음 |
| -------------- | ------ | ----- | ------- | ------ | -------- | -------- | ------ |
| 비음           | 비음   | m ⟨m⟩ |         | n ⟨n⟩  |          |          |        |
| 폐쇄음/ 폐찰음 | 무성음 | p ⟨p⟩ | t ⟨t⟩   |        | t͡ʃ ⟨c⟩   | k ⟨c/ch⟩ |        |
| 폐쇄음/ 폐찰음 | 유성음 | b ⟨b⟩ | d ⟨d⟩   |        | d͡ʒ ⟨g⟩   | ɡ ⟨g/gh⟩ |        |
| 마찰음         | 무성음 | f ⟨f⟩ | s ⟨s/ț⟩ |        | ʃ ⟨ș⟩    |          | h ⟨h⟩  |
| 마찰음         | 유성음 | v ⟨v⟩ | z ⟨z⟩   |        | ʒ ⟨j⟩    |          |        |
| 전동음         | 전동음 |       |         | r ⟨r⟩  |          |          |        |
| 접근음         | 접근음 |       |         | l ⟨l⟩  | j ⟨i⟩    | w ⟨u⟩    |        |

## 문법
라틴어의 격변화를 상실한 다른 대부분의 로망스어와는 다르게 주격/대격 - 속격/탈격의 2격 체제를 유지하고 있다. 남/여/중성의 3성과 단복의 2수가 있으며 복수형을 나타내기 위해 단순히 어미에 -s를 붙이는 것이 아니라 성별에 따라 어미가 다양하게 굴절한다.
관사가 명사의 앞이 아닌 뒤에 붙는다.
Dragon(용) + ul(관사) = Dragonul

## 기초 회화
- 안녕하세요. (아침 인사): Bună dimineața. 부너 디미네아차.
- 안녕하세요. (낮 인사): Bună ziua. 부너 지우아.
- 안녕하세요. (저녁 인사): Bună seara. 부너 세아라.
- 안녕!: Salut. 살룻.
- 안녕하세요. (여성에게 하는 인사): Sărut mâna. 서루 므나.
- 안녕히 주무세요.: Noapte bună. 노압테 부너.
- 안녕히 계세요./안녕히 가세요: La revedere. 라 레베데레.
- 내일 봅시다.: Pe mâine. 페 므이네.
- 곧 만납시다.: Pe curând. 페 꾸른드.
- 예.: Da. 다.
- 아니요.: Nu. 누.
- 환영합니다.: Bine ați venit. 비네 아치 베니트.
- 어떻게 지내십니까?: Ce mai faceți? 체 마이 파체치?
- 감사합니다. 잘 지냅니다.: Mulțumesc, bine. 물추메스크, 비네.
- 그저 그렇습니다.: Așa și așa. 아샤 쉬 아샤.
- 확실합니다.: Desigur. 데시굴.
- 물론입니다.: Firește. 피레쉬테.
- 당연합니다.: Cred că da; probabil. 크레드 커 다.
- 예, 그렇습니다.: Da, așa este. 다, 아샤 에스테.
- 틀림없습니다.: Negreșit. 네그레쉬트.
- 결코 아닙니다.: Niciodată. 니쵸다터.
- 모릅니다.: Nu știu. 누 쉬티우.
- 감사합니다.: Mulțumesc. 물추메스크.
- 천만에요.: N-aveți pentru ce. 나 베츠 펜드루 쳬.
- 실례합니다.: Pardon. 파르돈.
- 죄송합니다.: Vă rog să mă scuzaţi. 버 록 서 머 스쿠자츠.
- 유감이군요.: Păcat. 퍼카트.
- 실례합니다.: Scuzați-mă, vă rog. 스쿠자치머 버록.
- 이것은 무엇입니까?: Ce este asta? 쳬 에스테 아스타?
- 이것은 무슨 건물입니까?: Ce clădire este asta? 쳬 클러디레 에스테 아스타?
- 당신은 누구입니까?/당신의 직업은 무엇입니까?: Cine sunteți dumneavoastră? Cine ești dumneata?  치네 슨테치 둠네아봐스트러?
- 당신은 몇 살입니까?: Câți ani aveți? 크치 안 아베치?
- 어디에서 오셨습니까?: De unde sunteți? 데 운데 슨테치?
- 당신의 이름은 무엇입니까?: Cum vă numiți? 쿰 버 누미치?
- 당신은 루마니아 사람(여성)입니까?: Sunteți român (româncă)? 슨테츠 로믄(로믄커)?
- 나는 한국 사람(여성)입니다.: Eu sunt coreean (coreeancă). 예우 슨트 코레에안(코레에안커).
- 당신은 영어 할 줄 아세요?: Vorbiţi limba engleză? 보르비츠 림바 엥글레저?
- 나는 영어를 말할 수 있습니다.: Pot vorbi limba engleză. 예우 포트 써 보르베스크 림바 엥글레저.
- 내 이름은 @@입니다.: Numele meu e @@. 누멜레 메우 에 @@.
- 나는 @@입니다.: Eu sunt @@. 예우 슨트 @@.
- 나는 학생입니다.: Sunt student. 슨트 스투덴트.
- 무슨 일입니까?: Ce se petrece? 쳬 세 페트레체?
- 어떠십니까?: Cum vă place? 쿰 버 플라체?
- 어디에 가십니까?: Unde mergeți? 운데 메르제츠?
- 무엇을 원하십니까?: Ce doriți? 쳬 도리츠?
- 무엇이 필요합니까?: Ce vă trebuie? 쳬 버 트레브이에?
- 어디에 사세요?: Unde locuiți? 운데 로쿠이치?
- 얼마입니까?: Cît costă? 큿 코스터?
- 몇 시입니까?: Cît e ceasul? 큿테 쳬아술?
- 오늘 며칠입니까?: Ce dată e astăzi? 쳬 다터 에 아스터지?
- 오늘 무슨 요일입니까?: Ce zi e azi? 쳬 지 에 아지?
- 어디에?: Unde? 운데?
- 얼마나?: Cît? 큿?
- 언제?: Cînd? 큰드?
- 어떻게?: Cum? 쿰?
- 축하합니다.: Felicitările mele. 펠리쉬터릴레 멜레.
- 진심으로 위로합니다.: Sincere condoleanțe. 신쳬레 콘돌레안체.
- 성공을 빕니다.: Vă doresc mult succes. 버 도레스크 물트 숙체스.
- 즐거운 축제를!: Sărbători Fericite! 서르버토리 페리취테!
- 건배!: Noroc! 노록!
- 맛있게 드세요.: Poftă bună. 포프터 브너.
- 건강하세요.: Sănătate. 서너타테.
- 새해 복 많이 받으세요.: Un an nou fericit. 운 안 노우 페리취트.
- (생일 등) 축하합니다. 오래 사세요.: La mulți ani. 라 물치 아니.

## 한국에서
한국외국어대학교에 루마니아어학과가 존재한다.
몰도바의 밴드 O-Zone가 루마니아어로 부른 노래, <드라고스테아 딘 테이>(Dragostea din tei)가 2000년대에 한국은 물론 전 세계의 인터넷 상에서 <마이야히> 등의 별칭으로 알려지며 컬트적인 인기를 끌기도 했다.

## 같이 보기
- 로마 제국의 유산
- 동부 로망스어군
- 루마니아 문학
- 루마니아어 키릴 문자